# Васиньчук, Антон Климентьевич
Анто́н Климе́нтьевич Васиньчу́к (Васильчу́к или Васинчу́к: пол. Antoni Wasyńczuk, Antin Wasyńczuk, Antin Wasylczuk, укр. Антін Климентійович Васиньчук, 16 июля / 21 ноября 1885, Хелм, Царство Польское, Российская империя — 13 мая 1935, там же, Польская Республика) — украинский общественный и политический деятель, основатель общества «Родная хата» (укр. Рідна хата) и газеты «Наша жизнь» (укр. Наше життя).
В 1918 году стал уполномоченным представителем Украинской Народной Республики по делам репатриации. С 1922 по 1927 год был депутатом Сейма Польской Республики I созыва, где возглавлял в 1922—1924 годах Украинское парламентское представительство. Организовал на Холмщине украинское кооперативное движение. Выступал за широкую автономию для украинского населения в пределах польского государства и стремился к взаимопониманию с властями межвоенной Польской Республики. Боролся против распространения среди украинцев, проживавших в современных ему границах Польши, как коммунистических, так и крайних националистических взглядов.

## Ранние годы
Украинский греко-католический род Васиньчуков происходил из села Илова на Холмщине. В 1810 году Николай Васиньчук (1765—1845), прапрадед Антона, поселился в Хелме. С тех пор семья Васиньчуков проживала в этом городе. Антон Васиньчук был первенцем в семье мещан-земледельцев Климентия (Клеменса) и Марии (девичья фамилия Джаман). У него были братья Павел (1893—1944), Николай (род. 1897) и сестра Мария (1905—1945).
В различных материалах об Антоне и о его брате Павле их фамилия часто встречается в форме «Васильчук» (особенно в кириллической записи). Как указывает биограф Васиньчука доктор Мирослав Шумило, в 1917 году Антон, Павел и их кузен Ежи сменили фамилию на вышеупомянутую (в начале 20-х годов XX века у Антона были личные документы на фамилию «Васильчук»). К первоначальному варианту они вернулись в 1923 году, однако украинская пресса продолжала употреблять форму «Васильчук».
В большинстве изданий, посвящённых личности Васиньчука, в качестве даты его рождения значится 16 июля. Однако на дату 21 ноября 1885 года указывают данные актов гражданского состояния, хранящихся в Хелме, а также запись в паспорте самого Васиньчука, на которую ссылается Мирослав Шумило. Антон был крещён в православном кафедральном соборе в Хелме (в мае 1919 года переданном польскими властями римско-католической церкви и по сей день являющимся римско-католической Базиликой Рождества Пресвятой Богородицы). Первые годы он провёл в семейном доме, расположенном на улице Пивоваренной.

## Образование
В 1894 году Антон Васиньчук поступил в одноклассную школу, действовавшую при Холмской православной духовной семинарии. С 1895 года он учился в духовной школе, где учащихся готовили к поступлению в духовную семинарию. Учился он хорошо, но к религиозным дисциплинам относился без энтузиазма. Тем не менее, в 1900 году Антон поступил в Холмскую православную духовную семинарию. Обучение в семинарии проходило в русле политики русификации, ученикам прививали антикатолические и антипольские взгляды. На Васиньчука эта идеологическая обработка подействовала противоположным образом. После революционных событий 1905 года он присоединился к нелегальной культурно-образовательной организации — хелмской «Общине» (укр. Громада). Когда об этом стало известно, Васиньчуку пришлось покинуть семинарию. Он переехал в Симферополь в Крыму, где продолжал обучение в местной семинарии. Там же он получил аттестат зрелости.
В 1905 году Васиньчук переехал в Киев, где учился на факультете агрономии Киевского политехнического института. Там он участвовал в деятельности украинских студенческих обществ — независимых организаций социалистического толка. Тогда же он установил контакты с поляками, занимавшимися схожей деятельностью, в частности с Корпорацией поляков — студентов университета и политеха (пол. Korporacja studentów Polaków Uniwersytetu i Politechniki). В 1909 или 1910 году Васиньчук переехал в Новую Александрию, где учился в институте сельского хозяйства и лесоводства. Окончил обучение в 1911 году и получил звание учёного агронома 1 категории.
Точной информации о дальнейшем образовании Васиньчука и его первом трудовом опыте нет. Вероятнее всего, он учился в политехническом институте где-то в России в качестве ассистента, затем работал в полтавском земстве и губернским инженером в Гродно. В 1915—1916 годах был слушателем экономического факультета Киевского торгового института. По некоторым источникам, он также учился в Гейдельберге, где и познакомился со своей будущей женой, полькой римско-католического вероисповедания Стефанией Галинской (пол. Stefania Galińska). Вероятно, они поженились в 1916 году. 11 ноября 1917 года у них родился сын Клеменс, а 28 июня 1918 года в Нежине — дочь Ирена.

## Политическая деятельность
По данным из отдельных источников, в начале 1917 года Васиньчук пошёл в Русскую императорскую армию, чтобы проводить среди солдат украинского происхождения пропагандистскую деятельность, направленную на повышение их национального самосознания. В ходе Февральской революции он принял участие в ликвидации царской администрации в Киеве, возглавив восставших телеграфистов и телефонистов. Впоследствии он был членом исполнительного комитета представителей рабочих и солдат, возглавил провинциальную комиссию, ответственную за обеспечение военного округа продовольствием, и, наконец, стал членом городского совета Киева. Однако Мирославу Шумило не удалось подтвердить эти данные.
27—28 марта 1917 года Васиньчук был делегатом на съезде кооперативных союзов Киевской губернии. Тогда же он стал членом Союза украинских автономистов-федералистов (впоследствии переименован в Украинскую партию социалистов-федералистов). Союз поддерживал Временное правительство России и выступал за широкую автономию для украинцев в рамках федеративной России. Вероятнее всего, Васиньчук также входил в состав Украинской Центральной Рады.

### Полномочный представитель УНР по делам репатриации
После Октябрьской революции, издания Центральной Радой Третьего Универсала и провозглашения Украинской Народной Республики 20 ноября 1917 года Васиньчук получил предложение войти в состав социалистического правительства Владимира Винниченко в качестве вице-министра сельского хозяйства или главы департамента министерства внутренних дел. Однако он отклонил эти предложения из-за радикальной позиции правительства, которое пыталось конкурировать с большевиками, предлагая среди прочего ликвидировать частную собственность на землю. Вместе с тем после подписания 9 февраля 1918 года Брестского мира между УНР и Центральными державами, по которому к Украинской Народной Республике отходили территории Холмщины и часть Подляшья, Васиньчук возглавил делегацию, выехавшую в эти земли с инспекцией. В конце марта 1918 года он прибыл в Брест.
Вероятнее всего в апреле 1918 года Антон Васиньчук стал уполномоченным представителем УНР по делам репатриации. Его задачей было сделать возможным возвращение на вышеупомянутые территории православного населения, принудительно эвакуированного летом 1915 года вместе с отступающей российской армией. В это время Васиньчук проживал в Ровно, а для выполнения возложенных на него обязанностей сотрудничал с представителями Германской империи, Австро-Венгрии, польского Регентского совета и Международного комитета Красного Креста. Он создал межгосударственную репатриационную комиссию со штаб-квартирой в Ковеле и несколько меньших комиссий в других городах на Волыни и в Полесье. В своей работе он не разделял репатриантов по национальности, относясь одинаково и к украинцам, и к полякам. В то время Васиньчук сотрудничал среди прочего с национал-демократом Станиславом Москалевским, начальником районного управления Центрального гражданского комитета на Украине (пол. Zarząd Rejonowy Komitetu Centralnego Obywatelskiego na Ukrainie), который занимался репатриацией поляков Царства Польского. Васиньчук выступал за украинско-польское сотрудничество, направленное против русских.

### Общественно-политическая деятельность на Холмщине
На рубеже 1918—1919 годов Антон Васиньчук вернулся с семьёй в Хелм. Там он сосредоточился на общественной деятельности, ориентированной на православных украинцев, проживающих в Польше. В начале 1919 года в доме Васиньчука действовал Украинский комитет призрения, который он и возглавлял. Организация сосредоточилась на материальной помощи и культурно-образовательной деятельности среди украинского населения Холмщины. Вскоре комитет был реорганизован в благотворительное общество «Родная хата». Антон Васиньчук также активно участвовал в деятельности Украинского педагогического общества, основанного в феврале 1919 года. Эту организацию возглавлял его родственник Ежи Васиньчук, а её целью было развитие украинского школьного образования.
Осенью 1919 года Васиньчук опубликовал «Меморандум о положении украинского населения на Холмщине» (пол. Memoriał w sprawie sytuacji ukraińskiej ludności na Chełmszczyźnie), в котором чётко выступил за лояльность украинцев к польской власти. В документе он описал положение украинцев на этих землях и призвал уравнять их в правах с прочими гражданами II Речи Посполитой, отметив, что они исполняют все соответствующие гражданские обязанности. Кроме того, он утверждал, что украинцы, как и поляки, враждебно настроены к большевикам. В меморандуме также было выдвинуто предложение открыть украинские народные школы, частную гимназию в Хелме, разрешить использование украинского языка в судах и органах власти, упорядочить церковные вопросы и организовать в Хелме Украинский комитет с совещательной (для польской власти) функцией. 7 октября 1919 года Васиньчук во главе делегации подал документ в министерство внутренних дел Польши, а 8 октября — в канцелярию Председателя совета министров. Польская власть неодобрительно отреагировала на текст; сам документ остался без официального ответа. Также не удалось официально зарегистрировать «Родную хату», которая, однако, продолжала действовать.
Осенью 1919 года Васиньчук возглавил Украинскую делегатуру — межпартийный политический совет, который объединил представителей всех украинских партий, действовавших на тех территориях в составе Второй Речи Посполитой, которые после разделов Польши отошли России. Помимо этого, 26 февраля 1920 года он возглавил делегацию, которая встретилась с люблинским воеводой Станиславом Москалевским и выдвинула предложения, подобные опубликованным в «Меморандуме о положении украинского населения на Холмщине». Хотя польский чиновник и пообещал изучить положение украинского населения, этот визит так и не принес никаких реальных результатов. В то время Васиньчук уже наладил контакты с Польской социалистической партией) и львовскими социал-демократами. 9 июня 1920 года он принял участие в конференции польских и украинских политических организаций, состоявшейся по инициативе левых и центристских фракций польского Сейма. На этом мероприятии были представлены украинцы с Холмщины, Подляшья, западного Полесья и Волыни (в этой делегации сопредседательствовали Васиньчук и Марко Луцкевич) и представители Польской социалистической партии, ПНП «Пяст», ПНП «Освобождение», ПНП «Левица» и Национальной рабочей партии. Результатом встречи стал меморандум с проектом национально-территориальной автономии украинцев в Польше. В документе подробно рассматривались вопросы администрации, школьного образования, языка, самоуправления и религии. Меморандум должен был стать предметом обсуждения в Сейме Речи Посполитой, но отставка правительства Леопольда Скулского этому помешала.
В июне 1920 года Антон Васиньчук получил концессию на публикацию газеты «Наша жизнь» — первого украинского периодического издания на бывших российских территориях в составе Второй Речи Посполитой. Издательство находилось в доме Васиньчука, а ответственным редактором был его брат Павел. 27 июня при финансовой поддержке львовской Украинской социал-демократической партии вышел первый номер издания. В газете поднимались социальные, политические, культурные и экономические вопросы с акцентом на потребности и устремления украинцев. Авторы, печатавшиеся в «Нашей жизни», декларировали одновременно и лояльность к польскому государству, и стремление к равноправному сотрудничеству с поляками.
11 августа 1920 года Антон Васиньчук и его брат были арестованы полицией и заключены в Люблинскую военную тюрьму. Польская власть признала их политически неблагонадёжными, поскольку приближалась Красная армия, а в «Нашей жизни» была опубликована статья с критикой восточной политики правительства и призывами к подписанию мира с большевиками. В августе 1920 года польские власти закрыли газету, запретили деятельность Украинского педагогического общества и «Родной хаты» (последняя, однако, продолжала действовать подпольно). Васиньчук оспорил это решение, воспользовавшись поддержкой (в том числе в Сейме) депутата от Польской социалистической партии Марьяна Малиновского. В начале 1921 года братья Васиньчуки вышли из-под ареста, но остались под полицейскими надзором. 4 мая 1921 года Антон Васиньчук руководил президиумом съезда представителей украинского населения Холмщины и Подляшья, на котором был выработан документ с требованием соблюдения конституционных прав национальных меньшинств. В июне 1921 года Васиньчук во главе делегации передал требование Мацею Ратаю, министру духовных дел и народного просвещения. Когда это не принесло результатов, Васиньчук обратился в парламентские фракции Польской народной партии и Польской социалистической партии. В ответ на эти обращения Сейм отправил депутатов Станислава Тугутта и Евгения Смяровского в Хелм, куда они прибыли 2 июля 1921 года для изучения положения украинского населения этого региона.

## Депутат Сейма
Весной 1922 года Васиньчук выступил за участие украинских политиков, действовавших в Польше, в выборах в Сейм. Он сделал это вопреки бойкоту, объявленному премьером ЗУНР в эмиграции Евгением Петрушевичем. Своё решение Васиньчук мотивировал тем, что «лучше иметь в Сейме не только друзей, но и своих собственных представителей… чтобы потребности нашего языка, веры и культуры принимались во внимание». Тем не менее он также высказывал опасения относительно честности выборов и опасался их фальсификации. В апреле Васиньчук возглавил Украинский избирательный комитет Холмщины и Подляшья, а также занял должность зампредседателя Украинского избирательного комитета Холмщины, Подляшья, Волыни и Полесья. Сначала он планировал тесно сотрудничать с Польской социалистической партией и ПНП «Освобождение», но в итоге стал одним из соучредителей Блока национальных меньшинств (БНМ); таким образом украинские силы стали равноправным партнёром для других партий национальных меньшинств Польши. Сотрудничество с польскими партиями такого статуса бы не гарантировало.
12 июня 1922 года удалось зарегистрировать благотворительное общество «Родная хата». Его легальность подтвердил и люблинский воевода. 5 сентября была возобновлена публикация еженедельника «Наша жизнь». В октябре 1922 года Васиньчук возглавил «Родную хату» (Марек Шумило приводит дату 1 октября, а Ежи Дорошевский — 15 октября). Параллельно с этим он проводил свою избирательную кампанию. В общегосударственном списке его кандидатура оказалась на достаточно высоком месте; по округу № 28, охватывающему Янув-Любельский, Красныстав и Грубешов, Васиньчук был выдвинут первым номером списка БНМ.

### Председатель Украинского парламентского представительства
В результате выборов, прошедших 5 и 12 ноября 1922 года, Васиньчук прошёл в Сейм по общегосударственному списку. Он также прошёл по округу № 28, но от этого мандата отказался в пользу Семёна Любарского, выдвигавшегося вторым номером в окружном списке. 22 ноября 1922 года Васиньчук был единогласно избран украинскими депутатами председателем украинского депутатского клуба. Также он был избран председателем Украинского парламентского представительства (УПП), в состав которого вошли как депутаты Сейма, так и сенаторы украинского происхождения. Во фракции он возглавил аграрно-экономический комитет и выступал в качестве референта УПП по этим вопросам. В своей парламентской деятельности Васиньчук выступал за сотрудничество с польскими силами левого толка и с представителями других национальных меньшинств Польши. В составе УПП входил во фракцию умеренных социалистов-федералистов. В польском Сейме Васиньчук входил в состав комитета по иностранным делам и аграрного комитета.
Васиньчук призвал к поддержке украинскими депутатами вотума доверия правительству Владислава Сикорского, созданному после убийства президента Габриэля Нарутовича в декабре 1922. В обмен на это премьер согласился на определённые уступки украинцам (в частности, относительно открытия школ и православных церквей). Васиньчук как член аграрного комитета особенно интересовался вопросом осадничества на Восточных кресах. Он считал государственную поддержку польских осадников и дискриминацию украинских крестьян на этих территориях серьёзной помехой установлению взаимопонимания между поляками и украинцами в сельской местности. Васиньчук также был очень активен в вопросах школьного образования, призывал к внедрению украинского языка как языка преподавания во всех школах Холмщины, Подляшья и Полесья. Несмотря на это, его критиковала часть украинских деятелей, требовавших оппозиции польскому государству. Когда украинские депутаты с небольшим перевесом проголосовали за отказ от участия в заседаниях Сейма, несогласный с этим решением Васиньчук 16 мая 1923 года сложил полномочия председателя Украинского парламентского представительства.

### Автономист-федералист
После сложения полномочий руководителя УПП Васиньчук решил образовать внутри украинского депутатского клуба собственную фракцию, которая была бы противовесом для просоветских революционных социалистов и правых сил, связанных с Украинской народной трудовой партией. К его группе присоединились депутат Семён Любарский и сенаторы Александр Карпинский, Демьян Герштанский и Иван Пастернак. Целью группы было:

…добиться получения украинской этнографической территорией в границах Польши широкой политическо-национальной автономии с собственным Сеймом, судебной системой, администрацией, школьным образованием и армией, считая такую автономию уместной переходной формой до момента воплощения идеи Великой Соборной Украины
Оригинальный текст (пол.)…doprowadzenie do zdobycia dla ukraińskiego terytorium etnograficznego w granicach Polski szerokiej autonomii polityczno-narodowej z własnym Sejmem, sądownictwem, administracją, szkolnictwem i wojskiem, uważając taką autonomię jako odpowiednią formę przechodnią do czasu spełnienia idei Wielkie Sobornej Ukrainy.

28 мая 1923 года во время съезда украинцев из Холмщины и Подляшья в Хелме Васиньчук представил программные тезисы своей группы. Среди прочего он тогда сказал:

Требуем территориальной автономии для Галиции, Волыни, Полесья, Холмщины и Подляшья с отдельным Сеймом во Львове, Луцке или Хелме, который принимал бы законы и решения по школьным и административным вопросам и устанавливал бы административно-территориальное деление. Более того — требую создания украинских полков в польской армии, в качестве примера укажу Австрию, Швейцарию. Украинские полки должны нести службу на украинских землях — за оборону Польши перед врагами мы должны получить полагающиеся нам права. Требую, чтобы на польских деньгах были надписи на украинском языке
Оригинальный текст (пол.)Żądamy autonomii terytorialnej dla Galicji, Wołynia, Polesia, Chełmszczyzny i Podlasia z siedzibą odrębnego Sejmu we Lwowie, Łucku czy Chełmie, który by uchwalał ustawy, decydował w sprawach szkolnych, administracyjnych i o podziale prowincji. Idę dalej – żądam pułków ukraińskich w armii polskiej, daję jako przykład Austrię, Szwajcarię. Pułki ukraińskie winny pełnić służbę na ziemiach ukraińskich – za obronę Polski przed wrogami winniśmy otrzymać należne nam prawa. Żądam by pieniądze polskie były z ukraińskimi napisami.

В то время в Сейме Васиньчук занимался преимущественно аграрными вопросами (выступал против политики польского правительства по заселению польскими осадниками Кресов) и территориальным самоуправлением. В то же время он не прекращал деятельность в качестве руководителя «Родной хаты».
Во второй половине 1923 года возник конфликт между братьями Васиньчуками. Павел стремился к конфронтации с правительством Винцента Витоса, тогда как Антон выступал за проведение диалога с польским правительством. В начале 1924 года в Украинском парламентском представительстве произошёл раскол. Несмотря на попытки Антона Васиньчука сохранить единство среди украинских политиков, 22 февраля была образована отдельная фракция украинских социал-демократов, к которой присоединились члены УПП левого толка. Затем в марте 1924 года Павел Васиньчук вместе с Андреем Братуном, Максимом Чучмаем и Степаном Макивкою начал создание новой группы — Украинского социалистического объединения Крестьянский Союз (Сель-Союз). Прогрессирующий распад УПП привёл к тому, что программа автономистов-федералистов стала совершенно невыполнимой. Однако Антон Васиньчук остался верен своим взглядам, вследствие чего среди украинских депутатов и сенаторов прослыл под прозвищем «Антономия».
В течение весны 1924 года Васиньчук участвовал в кооперативном движении украинцев Холмщины. 13 апреля по его инициативе в Хелме был создан потребительский кооператив «Благополучие». Васиньчук стал членом Ревизионной комиссии этого кооператива. 11 мая он открыл кооперативный съезд Холмщины, Подляшья, Полесья и Волыни, во время которого предложил образовать Украинской народный банк. 7 июня он занял пост заместителя председателя правления Экономического совета Волыни, Холмщины, Подляшья и Полесья.
В конце июля 1924 года Васиньчук подал заявление о выходе из Украинского парламентского представительства. Руководство УПП через Василия Дмитриюка пыталось убедить его вернуться, но безрезультатно. Наконец 23 октября президиум УПП опубликовал заявление, в котором сообщалось, что Васиньчук больше не является членом этой структуры. Он оказался в политической изоляции, что стало следствием, среди прочего, растущей популярности Сель-Союза и усиливающегося влияния нелегальной Коммунистической партии Западной Украины (КПЗУ) на украинское население. Эта ситуация не улучшилась с возникновением 11 июля 1925 года Украинского национально-демократического объединения (УНДО), в состав которого вошла часть фракции автономистов-федералистов с УПП.
Вследствие роста влияния Сель-Союза и КПЗУ в «Родной хате» 23 ноября 1924 года Васиньчук отказался от должности председателя этой организации. Его заменил Иван Пастернак. 17 мая 1925 года Васиньчук также был исключён из правления этого общества.
10 октября в результате слияния большей части волынско-холмского Сель-Союза и галицкой группы «Народная воля» во Львове возникло Украинское крестьянско-рабочее социалистическое объединение (Сель-Роб). Эта политическая и общественная организация была близка КПЗУ.

### Борьба за возвращение политического статуса
В ноябре 1925 года Васиньчук начал работать над возвращением утраченного влияния и прежнего статуса. Среди прочего он организовал уездный экономический съезд в Хелме. Майский переворот он встретил с надеждой на улучшение положения украинцев в Польше; предыдущие действия маршала Юзефа Пилсудского он поддерживал. В то время он плотно контактировал с пилсудистом Тадеушем Голувко. Новая власть не оправдала его надежд и не проявила желания к изменению ассимиляционной политики. Осенью 1926 года по инициативе Васиньчука в Хелме был основан Клуб мещан-крестьян. Эта организация, с которой он связывал надежды на возвращение прежнего политического статуса, состояла из поляков и украинцев и имела целью обеспечение малоземельных и безземельных жителей Хелма землёй после разделения одного из хелмских имений. Этого результата ей, однако, достичь не удалось.
15 января 1927 года в Хелме был основан крестьянско-торговый кооператив «Украинское хозяйственное объединение» (укр. Українське господарське об'єднання (УГО)), а Васиньчук стал председателем его наблюдательного совета. Сначала организация развивалась достаточно резво, ей удалось открыть несколько магазинов и пунктов оказания услуг.
Тем временем внутри Сель-Роба нарастал конфликт, который закончился расколом. Павел Васиньчук, высказывавший антисоветские взгляды, был исключён из партии. Похожая судьба постигла весь хелмский окружной комитет Сель-Роба. Павел восстановил отношения с братом и 17 апреля 1927 года возродил отделение Сель-Союза в Хелме. Братья вместе пытались высвободить «Родную хату» из-под влияния Сель-Роба и КПЗУ.
22 мая 1927 года в кинотеатре «Оазис» в Хелме состоялся организованный Антоном Васиньчуком и группой его сторонников «чрезвычайный национальный съезд представителей украинского населения Люблинского воеводства». Его целью было избрание нового Украинского национального комитета Холмщины и Подляшья. Сель-Роб назвал этот съезд «самозваным». Во время съезда Антон Васиньчук высказался за лояльность польской власти, сотрудничество украинского народа с Польшей и против просоветского уклона. Его взгляды были жёстко раскритикованы депутатами Сергеем Хруцким и Степаном Куполом, которые назвали его «доносчиком», «провокатором польской власти» и «предателем украинских депутатов». По ходу съезда Антона Васиньчука избрали руководителем Украинского национального комитета Холмщины и Подляшья подавляющим большинством голосов. Комитет призвал к образованию крестьянско-торговых, производственных, кредитных и потребительских кооперативов, Украинского народного банка в Хелме, а также к мобилизации украинского населения перед скорыми выборами в органы местного самоуправления. 9 октября 1927 года был основан Украинский народный банк. Антон Васиньчук стал членом его наблюдательного совета.

## После Сейма
Перед выборами 1928 года между Сель-Союзом и Сель-Робом шла острая борьба за поддержку украинского населения Холмщины и Подляшья. Чтобы усилить свои позиции, Сель-Союз начал сотрудничество с УНДО. Вместе с тем Васиньчук выступил против союза с еврейскими партиями и против входа в Блок национальных меньшинств (БНМ). Такая позиция была следствием парижского процесса над убийцей атамана Симона Петлюры, Самуилом Шварцбардом. Он также вёл переговоры с польскими проправительственными партиями. В конце концов Антон Васиньчук согласился на вхождение в Блок национальных меньшинств, но поставил условие: именно он должен был оказаться на первом месте в списке кандидатов в Сенат. Ему отказали. Несмотря на это, Сель-Союз вошёл в состав БНМ. В ответ на это Антон Васиньчук прекратил сотрудничество со своим братом Павлом и начал свою собственную избирательную кампанию, создав Украинский национальный экономический список (УНЭС) (пол. Ukraińska Narodowa Lista Gospodarcza). Списку достался номер 36.
8 февраля 1928 года Антон Васиньчук добился прекращения издания газеты «Наша жизнь», поскольку Сель-Роб начал публиковать в ней статьи с нападками на Васиньчука. Редакция издательства переехала в Брест, где возобновила деятельность: газета выходила тиражом около 1000 экземпляров и распространялась на предвыборных мероприятиях УНЭС.
На парламентских выборах УНЭС потерпел сокрушительное поражение, не получив ни одного мандата. На выборах в Сейм в 27-м округе он набрал лишь 389 голосов, а на Полесье — 525. На выборах в Сенат список получил только 343 и 50 голосов соответственно.
После этого поражения Антон Васиньчук отошёл от политической деятельности, продолжив работу в области экономики и самоуправления. Сначала возглавленный им Украинский экономический союз (УЭС) достаточно хорошо работал, но вскоре в результате ухудшения экономической ситуации он был вынужден набрать кредитов под высокие проценты. В начале 1930 года оказалось, что УЭС не способен их вернуть. В феврале 1933 года общее собрание членов кооператива приняло решение о его ликвидации. Васиньчука вместе с шестью другими членами УЭС обязали оплатить задолженность в рассрочку, что очень плохо сказалось на его материальном положении.

## Последние годы
Под конец жизни Антон Васиньчук старался участвовать в общественной жизни: в сентябре 1932 года он возглавил чрезвычайный комитет, созванный в Хелме в связи со вскрывшимися нарушениями в управлении городским хозяйством и добивавшийся отставки членов городского совета. 15 ноября 1932 года городской совет был распущен.
Васиньчук планировал баллотироваться на выборах в городской совет Хелма в мае 1934 года как представитель украинцев по списку Беспартийного блока сотрудничества с правительством. Однако руководство ББСП не приняло его кандидатуру. Тогда он попытался заручиться поддержкой Клуба мещан-крестьян и Общества крестьян. Когда и этот вариант оказался невозможным, Васиньчук призвал к бойкоту выборов.
В апреле 1935 года Антон Васиньчук заболел фурункулёзом — вследствие гнойного воспаления волосяных фолликул с некрозом и случайной травмы произошло острое заражение крови. Больного прооперировали в хелмском госпитале, но его состояние не улучшилось. В связи с этим его перевезли в университетскую клинику в Варшаве, где он лечился в течение месяца. Во время одной из операций ему очистили кожу, но наркоз и прогрессирующий сахарный диабет ослабили сердце политика. Его близкие, не видя улучшения, решили перевезти его в родной город. Антон Васиньчук умер 13 мая 1935 года во время возвращения поездом из Варшавы в Хелм. «Польско-украинский бюллетень» так описал его похороны:

Торжественное погребение светлой памяти украинского деятеля состоялось 14 мая на местном православном кладбище после панихиды в местной православной церкви. На вечный покой светлой памяти А. Васиньчука провожало множество людей всех национальностей: украинцы, поляки, евреи. Они также приняли участие в панихиде: покойный снискал симпатии множества своих земляков. На свежую могилу возложили множество венков. В похоронной процессии приняли участие ученицы и ученики местной гимназии, также окружившие ревностной заботой детей умершего — своих подруг и друзей.
Оригинальный текст (пол.)Uroczysty pogrzeb ś.p. działacza ukraińskiego odbył się dn. 14 maja na miejscowym cmentarzu prawosławnym po odprawieniu nabożeństwa żałobnego w miejscowej cerkwi parafjalnej. Na wieczny spoczynek odprowadzały ś.p. A. Wasyńczuka tłumy ludności wszystkich narodowości - ukraińskiej, polskiej i żydowskiej, biorąc też udział w nabożeństwie żałobnem, bowiem nieboszczyk cieszył się dużemi sympatjami swych współziomków. Na świeżej mogile złożono szereg wieńców. W pochodzie żałobnym wzięli udział uczennice i uczniowie miejscowego gimnazjum, którzy też wzięli pod gorliwą opiekę swe koleżanki i kolegów - dzieci zmarłego.

## Политические взгляды
Антон Васиньчук был сторонником политического взаимопонимания между украинцами и поляками. В своих текстах и речах он упоминал антибольшевистский союз Юзефа Пилсудского и Симона Петлюры, заключённый в 1920 году. Васиньчук был противником коммунизма и галицкого сепаратизма, пропагандировал умеренные взгляды и выступал против различных форм радикализма — как политического, так и социального.
Васиньчук стремился к повышению национального самосознания украинцев Холмщины и Подляшья, призывая их развивать экономику, культуру, образование и самоуправление в сотрудничестве с польской властью, выступал за активное вовлечение украинцев в кооперативное движение. Он утверждал, что добиваться удовлетворения чаяний украинцев лучше всего участием в политической жизни Польши, используя своё активное и пассивное избирательное право. На протяжении большей части своей политической деятельности Васиньчук был автономистом-федералистом. Он хотел путём переговоров с властями Польши добиться образования на территории проживания украинцев национально-политической автономии с собственным Сеймом (во Львове, Хелме или Луцке), судебной системой, администрацией, школьным образованием и армией. Такое образование, по его представлению, должно было стать переходной формой на пути к независимой Украине (соединённой с Польшей в федерации), в состав которой со временем вошли бы и земли Украинской Советской Социалистической Республики. Средством достижения этой цели, по мнению Васиньчука, должен был стать антисоветский польско-украинский союз. Как он сам заявлял:

Сперва следует добиться автономии и наладить сотрудничество украинского и польского народов, и лишь потом будет видно, дорос ли уже украинский народ, пора ли ему думать о создании независимой Украины. Но для этого нужно ещё много времени.Оригинальный текст (пол.)Najpierw trzeba uzyskać autonomię i możność współpracy narodu ukraińskiego z polskim, a dopiero później zobaczy się, gdy naród ukraiński dorośnie, czy będą mogli Ukraińcy myśleć o stworzeniu samostijnej Ukrainy. Ale na to trzeba jeszcze wiele czasu.
В 1927 году, видя низкую популярность концепции автономии как среди украинцев, находящихся под влиянием националистов и коммунистов, так и среди польских организаций левого толка, Васиньчук пересмотрел свои взгляды, смягчив требования до таких: украинизация Польской Православной Церкви, открытие польской властью закрытых храмов, образование на Холмщине и в Подляшье украинских школ, повышение активности украинцев в сферах самоуправления и кооперации.

## Семья и личная жизнь
Был женат на Стефании Галинской (род. 1898 — ум. 1975). В браке с ней родились семеро детей:
- Клеменс (род. 11 октября 1917 — ум. 1992) — выпускник Школы Подхорунжих в Зегже[пол.], участник Сентябрьской кампании. Попал в немецкий плен, потом оказался в американской оккупационной зоне, уехал в США и поселился в Калифорнии. Как специалист по спутниковой связи работал в НАСА (среди прочего участвовал в строительстве двигателей шаттла «Колумбия»[77].
- Ирэна (род. 28 июня 1918 в Нежине) — во время Варшавского восстания работала в госпитале, потом попала в лагерь для беженцев из Варшавы в Прушкуве, впоследствии жила в Сулеюве и Живеце[78].
- Людмила Кристина (род. 22 ноября 1919 в Хелме — ум. 2001) — с 1944 года жила в Варшаве, затем в лагере в Прушкуве, вместе с матерью была вывезена в Германию. Оказалась в американской оккупационной зоне. Эмигрировала в США, где заключила брак с поляком Яном Яблоновским (пол. Jan Jabłonowski)[78].
- Мария[прим. 1] (род. 9 ноября 1921 в Холме — ум. 18 апреля 1945) — во время войны находилась в Хелме. Убита вместе с Павлом Васиньчуком в 1945 году (по разным источникам, исполнителями убийства были представители польского движения сопротивления, польские коммунистические службы безопасности или НКВД)[81].
- Мирослав (род. 10 августа 1923 в Хелме — ум. 1944) — во время Второй мировой войны был привлечён немцами к труду сторожа на железной дороге, застрелен польскими партизанами[81].
- Евгений (брат-близнец Леона, род. 24 марта 1925) — вывезен во время войны на принудительный труд в Германию, оказался в американской оккупационной зоне и эмигрировал в США[78].
- Леон (брат-близнец Евгения, род. 24 марта 1925) — вывезен во время войны на принудительные работы в Германию, оказался в американской оккупационной зоне и эмигрировал в США. Участвовал в Корейской войне в качестве военного инженера[78].

Дети воспитывались в атмосфере мультикультурализма — в семье говорили как на украинском, так и на польском языке. Сам Васиньчук иногда разговаривал с детьми по-немецки. Семья праздновала и католические, и православные праздники.
Современники описывали Антона Васиньчука как уравновешенного, обязательного, рационального и пунктуального человека. Он был не слишком эмоционален, зато обладал энергичностью, амбициозностью, живым умом и, вместе с тем, осторожностью и благоразумием. Был хорошим оратором и организатором, имел лидерские черты характера. Своей рассудительностью он отличался от брата Павла, который был склонен к резким реакциям. По этому поводу братья часто конфликтовали. Антон Васиньчук увлекался географией, коллекционировал разнообразные атласы и профессиональную литературу, был другом известного географа, профессора Евгения Ромера. Хорошо владел латынью. Также интересовался итальянской живописью.
В 1919 году Антон Васиньчук приобрёл в Хелме земельный участок по улице Любельский, 80, где на средства от депутатской деятельности в 1924 году построил трёхэтажный каменный дом. Он также руководил собственной торговой конторой, занимавшейся посредничеством в торговле продукцией сельского хозяйства.

## Генеалогическое дерево
| Степан Васиньчук (1827-?) | Степан Васиньчук (1827-?) |                                                                 |                                                                 | Анна Пачоса (род. ? — ум. ?) | Анна Пачоса (род. ? — ум. ?) |  |  | Матеуш Джаман (род. ? — ум. ?) | Матеуш Джаман (род. ? — ум. ?) |                                                          |                                                          | Юлианна Кутина (род. ? — ум. ?) | Юлианна Кутина (род. ? — ум. ?) |
|                           |                           |                                                                 |                                                                 |                              |                              |  |  |                                |                                |                                                          |                                                          |                                 |                                 |
|                           |                           |                                                                 |                                                                 |                              |                              |  |  |                                |                                |                                                          |                                                          |                                 |                                 |
|                           |                           | Климентий Васиньчук (род. 1 февраля 1860 — ум. 27 октября 1940) | Климентий Васиньчук (род. 1 февраля 1860 — ум. 27 октября 1940) |                              |                              |  |  |                                |                                | Мария Джаман (род. 18 апреля 1864 — ум. 27 августа 1942) | Мария Джаман (род. 18 апреля 1864 — ум. 27 августа 1942) |                                 |                                 |
|                           |                           |                                                                 |                                                                 |                              |                              |  |  |                                |                                |                                                          |                                                          |                                 |                                 |
|                           |                           |                                                                 |                                                                 |                              |                              |  |  |                                |                                |                                                          |                                                          |                                 |                                 |
|                           |                           |                                                                 |                                                                 |                              |                              |  |  |                                |                                |                                                          |                                                          |                                 |                                 |

|  |  |  |  | Антон Васиньчук род. 21 ноября 1885 — ум. 13 мая 1935 |

## Комментарии
1. ↑  В некоторых источниках приводится имя «Марина»[79][80].